# Dram de l'Artsakh
Le dram de l'Artsakh (arménien : Արցախյան դրամ) est une unité monétaire de la République indépendante de facto d'Artsakh. Bien qu'il ait cours légal, il n'est pas aussi largement utilisé que le dram arménien.

## Pièces de monnaie
| Dénomination | Date de première frappe | Composition  | Diamètre (mm) | Masse (g) | Recto                                | Verso                         | Image |
| ------------ | ----------------------- | ------------ | ------------- | --------- | ------------------------------------ | ----------------------------- | ----- |
| 50 Luma      | 2004                    | Al           | 20,00         | 0,95      | Armoiries de la République d'Artsakh | Cheval                        |       |
| 50 Luma      | 2004                    | Al           | 20,00         | 0,95      | Armoiries de la République d'Artsakh | Antilope                      |       |
| 1 dram       | 2004                    | Al           | 21,90         | 1,15      | Armoiries de la République d'Artsakh | Phasianidae                   |       |
| 1 dram       | 2004                    | Al           | 21,90         | 1,15      | Armoiries de la République d'Artsakh | Saint Grégoire l'Illuminateur |       |
| 1 dram       | 2004                    | Al           | 21,90         | 1,15      | Armoiries de la République d'Artsakh | guépard                       |       |
| 5 Drams      | 2004                    | Cu + Ni + Zn | 21,90         | 4,50      | Armoiries de la République d'Artsakh | Cathédrale de Ghazanchetsots  |       |
| 5 Drams      | 2004                    | Cu + Ni + Zn | 21,90         | 4,50      | Armoiries de la République d'Artsakh | Nous sommes nos montagnes     |       |
| 1000 drams   | 2003                    | Al           | 21,90         | 1,15      | Armoiries de la République d'Artsakh | Lac de Van                    |       |
| 1000 drams   | 2003                    | Al           | 21,90         | 1,15      | Armoiries de la République d'Artsakh | Kevork Chavush                |       |

## Billets
Des billets de 2 et 10 drams ont été émis, portant la date de 2004 et imprimés par l'Österreichische Staatsdruckerei (imprimerie d'État d'Autriche).
| 2 dram  | rouge |  |  | Église Saint Jean-Baptiste de Gandzasar, Saint Grégoire l'Illuminateur.             | Croix chrétienne en bas-relief et Jean le Baptiste baptisant Jésus-Christ.         | 2004 |
| 10 dram | vert  |  |  | Jésus tenant des évangiles et levant la main en bénédiction, monastère de Dadivank. | Ponts de Khodaafarin, tonneau de vin avec une grappe de raisin, tapis du Karabakh. | 2004 |

## Voir également